# Schwarzkopf (Venedigergruppe)
Schwarzkopf är en bergstopp i Österrike.   Den ligger i distriktet Lienz och förbundslandet Tyrolen, i den centrala delen av landet, 300 km väster om huvudstaden Wien. Toppen på Schwarzkopf är 2 869 meter över havet.
Terrängen runt Schwarzkopf är huvudsakligen bergig, men den allra närmaste omgivningen är kuperad. Närmaste större samhälle är Mittersill, 16,1 km norr om Schwarzkopf. 
Trakten runt Schwarzkopf består i huvudsak av gräsmarker. Runt Schwarzkopf är det ganska glesbefolkat, med 29 invånare per kvadratkilometer.